# Tresor de l'Oxus

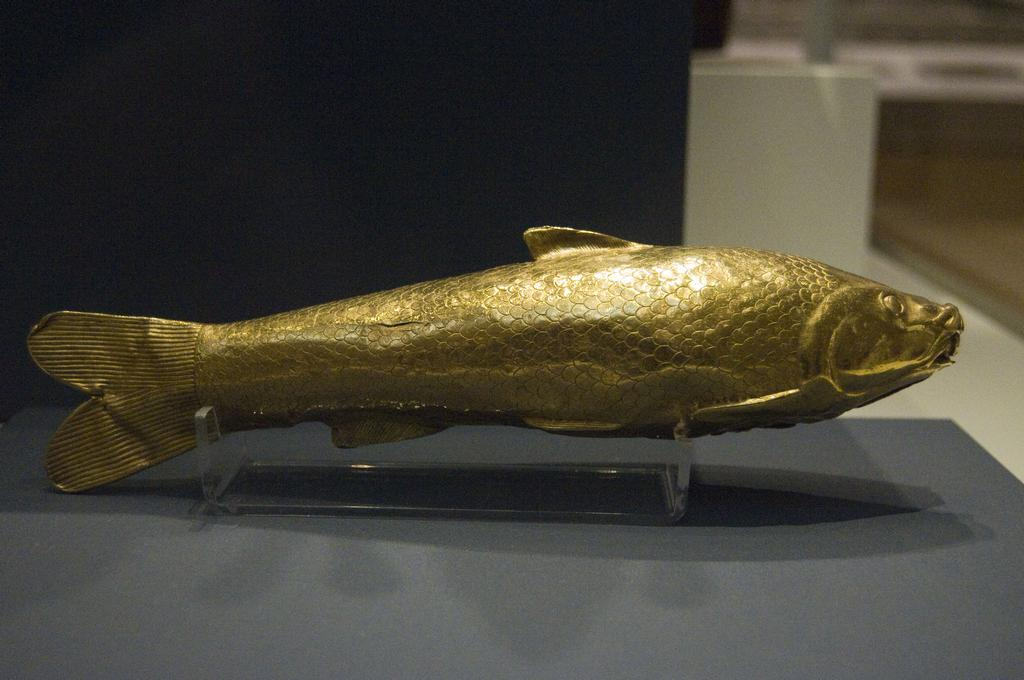
Peix buit d'or. És possible que fos un recipient per a oli o perfum, encara que té un ganxo sobre l'aleta per a penjar-lo; hi ha, doncs, la possibilitat que formés part d'un penjoll

El tresor de l'Oxus és una col·lecció de 170 objectes de metal·lúrgia en argent i or que daten de la dinastia aquemènida, casa reial que va governar l'Imperi persa des del 550 aC al 330 aC. Algunes peces se'n troben al Victoria and Albert Museum i la majoria al Museu Britànic. Van ser trobades entre 1876 i 1880 a la riba nord del riu Amudarià (antigament anomenat Oxus), a l'actual Tadjikistan (antiga regió històrica de Bactriana). Constitueix el tresor més conegut d'objectes d'or i argent de l'època aquemènida. És d'extraordinària importància, no solament per la qualitat de les peces, sinó perquè ha constituït la base de l'estudi de l'orfebreria aquemènida. El tresor, integrat per miniatures de carros amb cavalls, segells, figures, braçalets, anells, monedes, gerres, plaques votives i objectes personals, va ser llegat al Museu Britànic per l'antiquari Augustus Wollaston Franks el 1897.

## Història

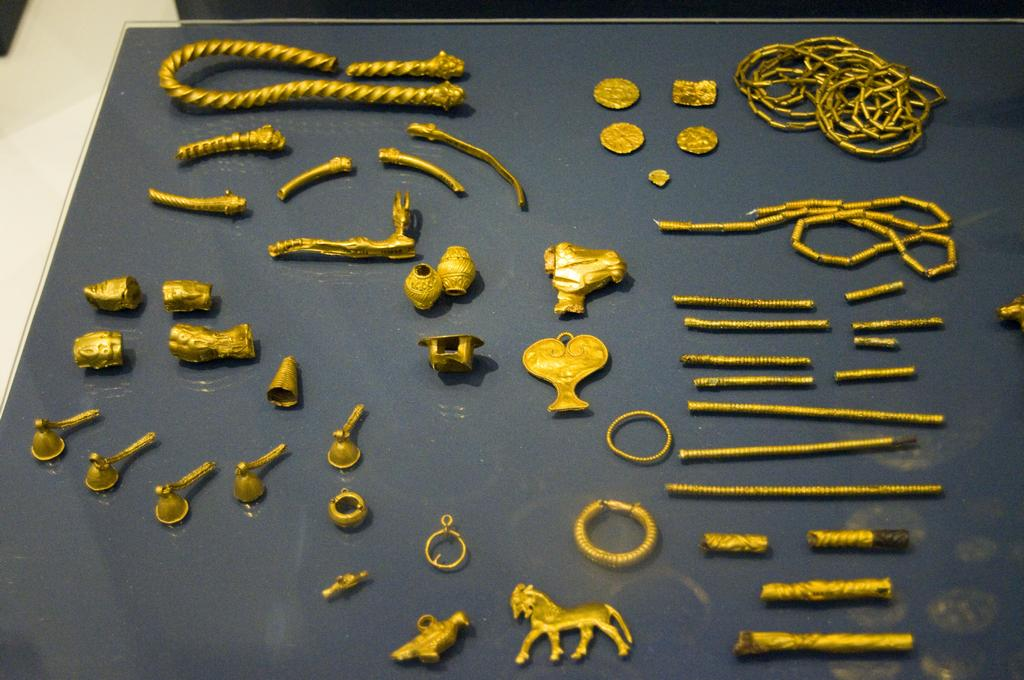
Diversos objectes pertanyents al tresor de l'Oxus al Museu Britànic

El tresor de l'Oxus es va trobar tot just en el moment en què russos i britànics opten pel control de l'Àsia central durant el segle xix. A començament d'aquest segle xix, res no feia presagiar un enfrontament entre l'Imperi Britànic i l'Imperi Rus, mentre els seus respectius territoris i zones d'influència no entraven en conflicte. Tanmateix, la consolidació de la presència britànica al subcontinent indi, així com l'expansió russa cap al sud de l'Àsia central, va propiciar la topada dels dos imperis, l'epicentre de la qual va ser l'Afganistan. Després de la derrota dels britànics en la Primera Guerra angloafganesa (1839-1842), aquests es van conformar a crear-hi un estat coixí. D'altra banda, el 1868, els russos van prendre el control de tots els territoris situats al nord de l'Amudarià, a la frontera amb l'Afganistan. Aquest any, els russos van derrotar l'emirat de Bukharà. Gran part del territori de l'emirat va ser annexionat per Rússia, incloent-hi la ciutat de Samarcanda. La resta de l'emirat, encara que va conservar formalment la independència, va esdevenir un protectorat rus el 1873.
El 1878, havia començat la Segona Guerra Anglo-afganesa, que duraria fins al 1881. L'emir afgà Shir Ali va despertar l'enemistat dels britànics en adoptar una política amistosa cap a l'Imperi Rus el 1878. En rebutjar el rei un ultimàtum britànic, al novembre del mateix any, les forces angloíndies novament van envair Afganistan. A la mort del rei el febrer de 1879, Yakub Khan, el seu fill i successor, va signar amb els britànics el tractat de Gandamak, pel qual cedia a la Gran Bretanya el control de la seva política exterior, permetia l'establiment d'una missió a Kabul i traspassava als britànics diverses àrees frontereres. Tanmateix, el setembre de 1879, un aixecament popular a la capital afgana va degollar la missió britànica i va provocar la represa d'hostilitats. Després de diverses victòries britàniques, Kabul va ser reocupat i Yakub Khan forçat a abdicar. A començament del 1880, Abd al-Rahman Khan, cosí de Yakub Khan, va veure l'oportunitat de reclamar el tron per a si mateix, va tornar de l'exili amb suport rus, i va penetrar a l'Afganistan. Ayab Khan, germà de Yakub, també en pretenia el tron i, el juliol del 1880, infligiria una derrota als britànics a Maiwand, a la vora de Kandahar. Finalment, va ser Abd al-Rahman Khan qui triomfaria en la guerra, amb el consentiment tàcit dels britànics.

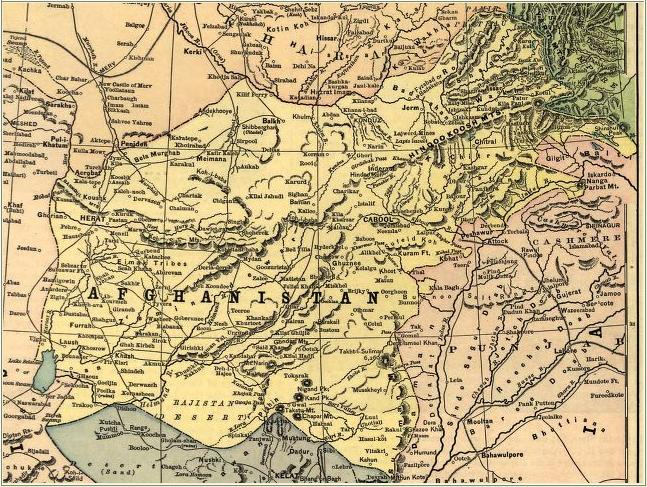
Mapa de l'Afganistan del 1893

Els primers a adquirir el tresor van ser un grup de comerciants a unes persones del lloc (l'activitat dels cercatresors, es dedicaven a trobar peces que després venien, era una activitat molt corrent a la darreria del segle xix). Tanmateix, a la carretera de Kabul a Peshawar, aquests van ser capturats per uns lladres que els el van prendre i se'l van repartir. No va ser fins que van ser rescatats pel capità britànic Francis Charles Burton, de servei a l'Afganistan, que els comerciants el van poder recuperar i, en agraïment a l'oficial, li van vendre un dels braçalets, adquirit pel Victoria and Albert Museum i en dipòsit a llarg termini al Museu Britànic. La resta del tresor va ser venut en basars a Rāwalpindi. Així, les peces del tresor d'Oxus van ser comprades després als basars de l'Índia. Algunes en van ser adquirides per sir Alexander Cunningham (1814-1893), director general del Servei Arqueològic de l'Índia, i d'altres van ser obtingudes per Augustus Wollaston Franks, que era a la vegada conservador del Museu Britànic, i també va comprar-ne la part de Cunnigham, per donar posteriorment tota la col·lecció al museu.
Amb data d'abril del 2007, el president de Tadjikistan, Imamali Rakhmonov, després d'una visita feta a la regió on es va trobar la col·lecció d'objectes d'or i argent, ha exigit al Museu Britànic que retorni la col·lecció del tresor de l'Oxus trobat el 1877. Segons el diari The Guardian, un portaveu del museu ha negat que Tadjikistan n'hagi demanat formalment la devolució i, en principi, els administradors són en contra de la restitució.

### Dinastia aquemènida
La dinastia aquemènida té l'origen al Pròxim Orient, quan tots els pobles perses de la zona es van reunir sota un únic estat liderat per Cir II el Gran (550-529 aC).

Va ser durant el regnat de Darios I el Gran (521-486 aC) quan la dinastia va viure la seva esplendor. Durant aquests anys, l'Imperi persa es va estendre fins a l'Índia i es van construir els grans palaus reials de Susa i Persèpolis. Darios va deixar testimoni de la seva magnificència a les plaques d'or i argent que s'han trobat dipositades als fonaments de la sala Apadana de Persèpolis:
| « | Aquest és el regne que ocupo, des dels escites, que estan més enllà de Sogdiana, fins a Etiòpia; des de Sind fins a Sardes. | » |

A la tomba de Darios a Naqsh-i-Rustam, també es troba una inscripció que fa referència a les escultures que representen els pobles conquerits: 
| « | Mireu aquestes figures esculpides que porten el tron i comprendreu que la llança del guerrer persa ha viatjat molt, comprendreu que el guerrer persa ha lluitat lluny de Pèrsia. | » |

Totes aquestes declaracions i altres documents transmeten l'orgull d'un poble victoriós i potent.

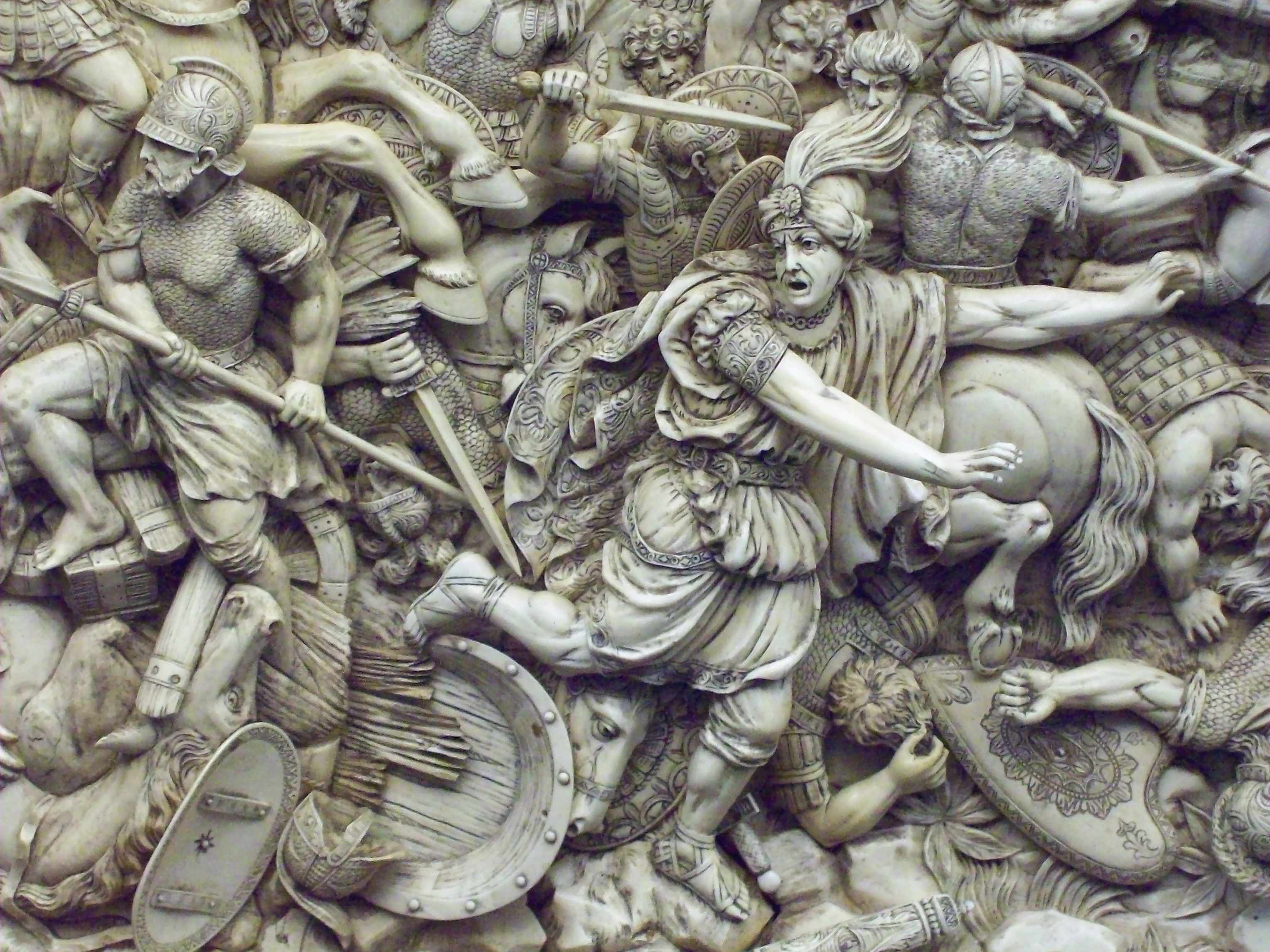
Fugida de Darios III en la batalla de Gaugamela (331 aC). Relleu de vori del (MAN, Madrid)

Durant la Segona Guerra mèdica (480-479 aC), les derrotes sofertes per Xerxes van amenaçar les posicions perses en l'Egeu. Quan aquest rei fou assassinat, els seus fills van organitzar unes violentes disputes pel poder, aconseguit finalment pel seu fill Artaxerxes. Les diverses successions van quedar marcades per les greus desavinences dinàstiques, per mitjà de conjures i assassinats. A més, també hi va haver rebel·lions dels pobles conquerits i dels sàtrapes, que eren representants de les grans famílies perses i tenien poders per mantenir-hi l'ordre i recaptar imposts. Un d'aquests incidents més greus va tenir lloc a Anatòlia, amb la coneguda «gran revolta dels sàtrapes» contra el rei Artaxerxes II, entre els anys 366 i 359 aC.
L'arribada al poder de Darios III, després de diverses batalles, i el suport per part d'alguns governadors sàtrapes a Alexandre el Gran, va posar fi a la dinastia. Darios III va ser assassinat el 330 aC per Bessos de Bactriana. Alexandre va conquerir Bactriana sense massa dificultat. Només a Sogdiana, al nord de Bactriana, va trobar una resistència forta. Bactriana es va tornar una província del Regne de Macedònia.

### Situació geogràfica
37° 06′ 21″ N, 68° 18′ 23″ E / 37.10583°N,68.30639°E

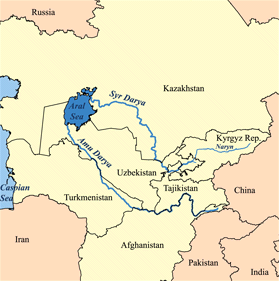
Situació geogràfica

L'Imperi aquemènida ocupava un gran part de l'Àsia central a l'est de la mar Càspia. El tresor de l'Oxus sembla originari de l'antiga Bactriana.
Encara que es desconeix el lloc exacte on van ser descoberts, es creu que es va trobar a la riba nord del riu Oxus, al costat d'una estació d'un ferri, i s'ha relacionat amb el jaciment de Tkaht-i-Kuwad (Tadjikistan). De fet, entre els anys 1976 i 1991, al jaciment Takh-i-Sangin, molt a prop de l'anterior, unes excavacions russes van descobrir un temple del zoroastrisme amb gran quantitat de peces del període final aquemènida. Es creu que, en aquest temple, les ofrenes van acumular-se al llarg dels segles, des de la construcció a la fi del període aquemènida o principi del grecomacedònic (segle iii aC) fins al segle iv. El descobriment d'aquest temple ha sigut el que ha portat a pensar que el tresor de l'Oxus podria ser de Tkah-i-Sangin. Això no obstant, aquesta hipòtesi encara no s'ha demostrat. Mentre que les peces del tresor de l'Oxus són fonamentalment d'or, les majoria de les peces excavades a Takht-i Sangin són de bronze i ivori. Encara que, a Takht-i Sangin, s'han trobat algunes peces d'or aquemènida, la major part dels objectes són del període hel·lenístic. Una hipòtesi és que, durant el segle ii aC, va poder haver-hi una invasió de tribus nòmades kushanes que va forçar els sacerdots del temple a enterrar-ne els tresors fins que hagués passat el perill. Tanmateix, per alguna raó, el tresor no va ser recuperat mai i va romandre enterrat fins al segle xix.
L'Amudarià (del rus Амударья Amudarià; en tadjik Омударё o дарёи Ому, Omudarió o darioi Omu; en persa آمودریا Amudarià; en uzbek Amudaryo; en turcman Amyderýa) és un riu de l'Àsia central conegut antigament com a Oxus.
Darià, en persa, vol dir 'mar' o 'riu llarg'. Sota els sassànides, el riu es deia Weh-rodh o Beh-rodh; els àrabs el van anomenar Djayhun (جيحون, de Gihon, un dels rius del Paradís); els xinesos l'anomenaven Kui-shui, Wu-hu o Po-tsu. El nom actual ens ha arribat a través del rus, llengua de la potència colonial de la regió.

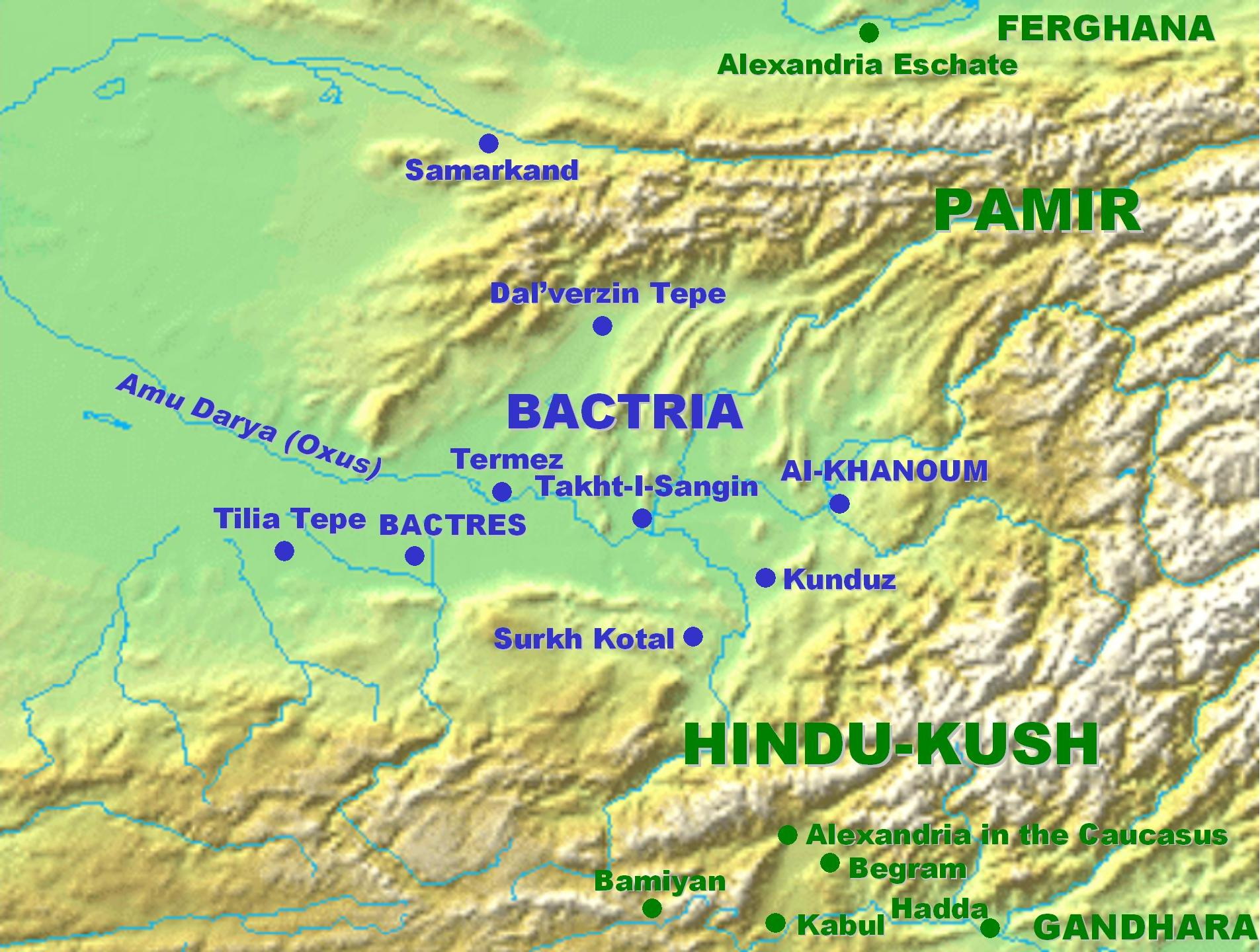
Antigues ciutats de la Bactriana hel·lenística

La regió al nord del riu és anomenada Transoxiana, o en àrab Mawara al-Nahr.
Una de les fonts que l'alimenta és el riu Pamir, a les muntanyes del Pamir (antic mont Imeon). Una altra suposada font del riu és una cova de glaç a la vall de Waghjir, al corredor de Wakhan, també a les muntanyes del Pamir, ja prop de la frontera amb el Pakistan. El riu Oxus corre cap a l'est i, a Ishtragh, gira al nord i després al nord-oest per l'Hindu Kush i el riu Panj: forma la frontera de l'Afganistan amb el Tadjikistan i després la de l'Afganistan amb l'Uzbekistan (uns 200 km). Durant 100 km més, marca la frontera entre l'Afganistan i el Turkmenistan, i després entra en aquest país, on corre cap al nord, formant la frontera amb l'Uzbekistan, i acaba en un delta que, en part, desaigua al mar d'Aral o es perd al desert.

### Artaquemènida

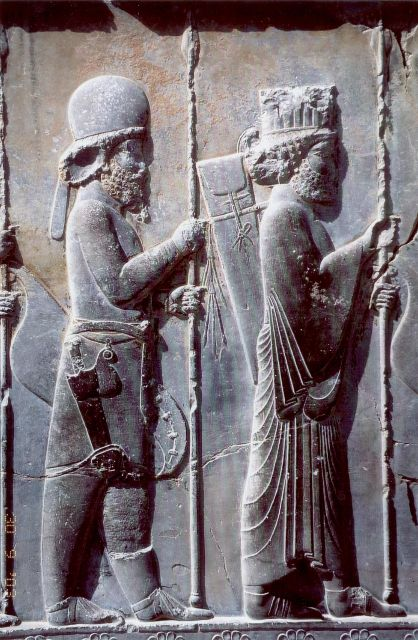
Guerrers guarnits amb el vestit mede (esquerra) i persa (dreta) a l'Apadana de Persèpolis

Els aquemènides es van veure influïts per moltes tradicions religioses i culturals dels antics pobles del Pròxim Orient, una influència que els va portar a adoptar algunes de les seves formes artístiques, i conduí a la creació d'un art aquemènida únic i característic. A més, en tota la gran extensió de l'Imperi Aquemènida, es pot dir que el seu art oficial -anomenat «estil cortesà» (se suposa que per imposició més o menys oficial)- s'observa unificat, encara que amb certes variants. La seva arquitectura és la que manifesta més aquesta unificació. La característica més important del seu art es pot apreciar en els palaus construïts al seu territori, on la construcció d'unes columnates en les anomenades apadanes era un fet comú.
La iconografia de les imatges es defineix pels seus vestits medes o perses. Als perses, igual que als medes, els agradaven els objectes bellament treballats: catifes, domassos, armes, arnesos... No és estrany, doncs, que el seu amor pel decorativisme es traslladés aviat a l'arquitectura i als relleus. Exemples de l'abundància d'adorns, recipients de luxe i tota classe de complements, i del seu pas en la resta de disciplines artístiques, són diversos relleus de la capital persa de Susa. Per exemple, el fris que representa els arquers reials del palau de Darios, que mostra cada un dels guerrers duent braçalets als braços.
En l'època d'esplendor de l'Imperi Aquemènida, van existir tallers d'orfebreria a les capitals imperials de Susa i Persèpolis, els quals produïen peces que després es difonien per tot l'imperi. El gust per l'ornamentació dels perses, unit a la riquesa i el poder de la cort i la noblesa, va afavorir la feina d'aquests tallers. La producció artística de joies, com ara braçalets, torques i arracades, donada la seva abundància, assenyala processos no sols artesanals, sinó de fabricació en sèrie.

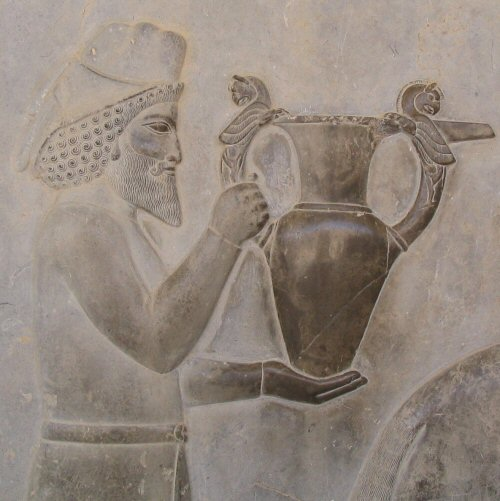
Relleu aquemènida portant una àmfora amb nanses zoomorfes

Pel que fa a l'orfebreria, el que destaca més són les incrustacions amb diverses pedres. Un mètode que aconseguia donar una especial policromia a les peces, de les quals s'han trobat diversos exemples en tot el territori de l'extens imperi, com a la tomba de Cir a Pasàrgada i també a l'acròpoli de Susa. Entre els motius emprats, perdura l'antic tema iranià dels animals enfrontats als extrems de les nanses dels recipients, en àmfores i en braçalets oberts. També es manifesta la preferència persa pels vasos elaborats en metalls preciosos en comptes dels vasos d'argila pintats. Un signe en la decoració de les vaixelles són les línies acanalades. Els atuells, en general, eren d'or i argent per al seu ús en banquets reials. En concret, les àmfores amb nanses zoomorfes abans esmentades i els rítons (vasos rituals que contenen aigua utilitzada per a les cerimònies de purificació prèvies als sacrificis) acostumaven a ser atuells d'argent o or en forma de banya, amb l'obertura a la part ampla de la banya i el cap d'un animal, en general un lleó, símbol de la reialesa, a la base).
Per contra, els objectes d'ús més humil o del poble, solien ser treballats per artesans locals diferents i, per tant, no tenen aquesta uniformitat que caracteritza les peces d'or i argent de tot l'imperi.

## Miniatures
Dels carros aquemènides, hi ha representacions a les arts majors, com els relleus en pedra de Persèpolis i a les arts menors en relleus de segells i gemmes precioses, normalment amb dues rodes i amb variacions tipològiques locals. En l'antic Pròxim Orient, els carros de dues rodes eren tirats per dos o més cavalls i es representen transportant entre dues i quatre persones. S'utilitzaven per a la guerra, la caça o simplement per a passejar, i els seus usuaris eren personatges d'alta categoria social.
Les cabines dels carros tenien una estructura rectangular i, en les dues miniatures en or del tresor de l'Oxus, es mostra la partició de la cabina longitudinalment que es podia emprar com a seient. Les rodes de l'Oxus i del mosaic d'Alexandre (trobat a Pompeia) són gairebé idèntiques.

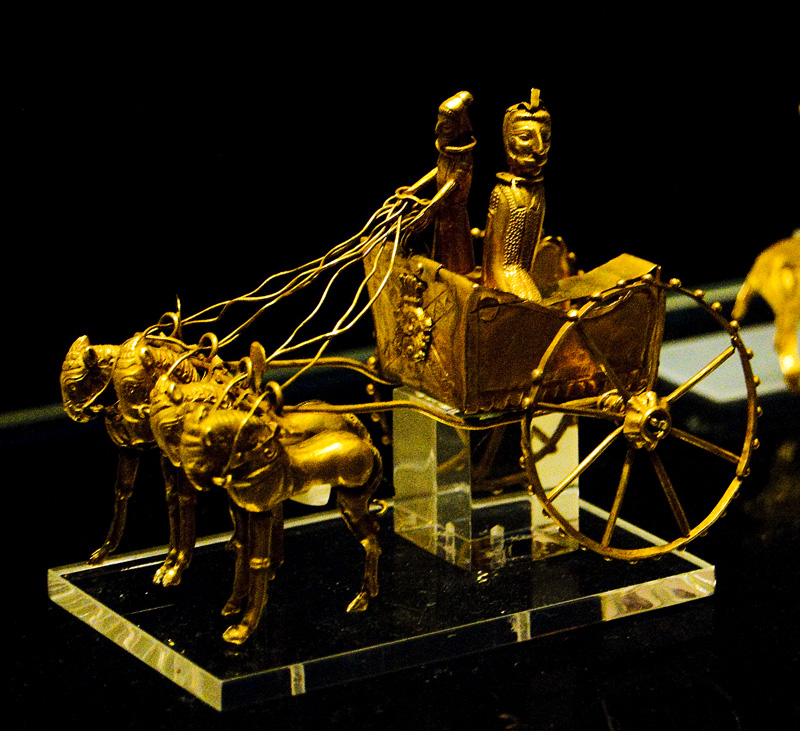
Carro de quatre cavalls d'or al Museu Britànic

- Carro de quatre cavalls d'or. La peça d'or fa 18,8 cm de llarg. La caixa de la cabina és oberta pel costat del darrere; a la part frontal, és més alta, amb ornamentació de triangles i un cap de Bes. Les rodes són de dimensions considerables, amb vuit raigs i tota la banda exterior està coberta de boletes. A la cabina, hi ha un banc on hi ha asseguda la figura principal, vestida amb túnica llarga (kandys) i també llargues mànigues de tipus mede. Al cap, té col·locada una caputxa. Al seu costat, es troba el conductor que porta el cap cobert i una túnica curta. Les cames de les dues figures que es fixen al carro, estan fetes amb fil d'or. El carro s'uneix als quatre cavalls mitjançant dues vares que acaben en un sol jou amb forats per a cada un dels animals. Cada un d'ells té dues corretges a l'altura del coll. Als cavalls, els falten set potes i els raigs de les rodes són imperfectes. El fet que en aquest carro s'inclogui com a decoració un cap de Bes (deïtat protectora dels joves a l'Imperi persa) es creu que és perquè fos destinada a un nen o a fer-se servir com un exvot.[25]
- Carro d'un cavall d'or. La peça del carro d'or fa de llarg 8,4 cm. A aquest carro, li falten més peces que l'anterior, no té rodes, al personatge principal li falta el cap i també falta un cavall. La cabina del carro és de forma allargada i té al centre un banc. A les bandes laterals, hi ha dues obertures que fan d'agafadors. Té dos braços, com la peça anterior, però fets amb dues vares planes de ferro. El cavall té un cap més detallat i fa de llarg 4,3 cm.[26]

## Joies

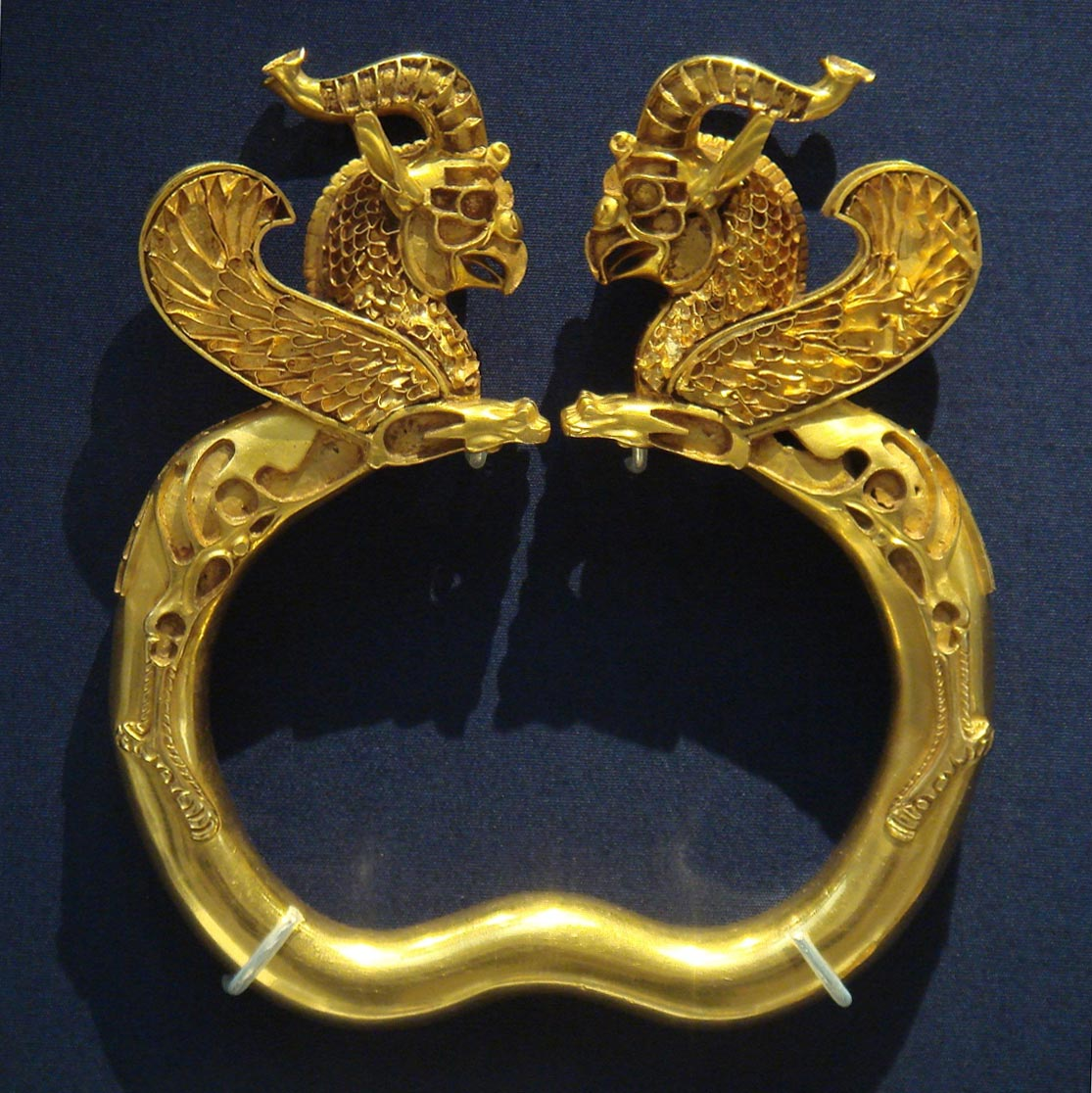
Braçalet d'or amb acabaments en forma de griu al Museu Britànic, ME 124017

En l'art de la joieria del període aquemènida, destaca la decoració policroma gràcies a la tècnica característica d'aquesta època de la incrustació de pedres precioses i esmalts, i en són les més populars la turquesa, el lapislàtzuli, la cornalina, el cristall de roca, l'àgata i el nacre. Es creu que aquest art procedia d'Egipte, on ja hi havia una gran tradició de joieria policroma des del segon mil·lenni aC. Així consta en una inscripció de Darios, on es diu: «...els orfebres que treballaven l'or (al palau) eren medes i egipcis.» Els braçalets, generalment, tenien acabaments en forma de cap d'animal, principalment en forma de cap de lleó i de griu, de cabres alades i dragons. Els exemples més coneguts de braçalets amb incrustacions són els del tresor de l'Oxus.
Entre els diversos braçalets que formen part del tresor de l'Oxus, en destaquen dos de molt semblants (tots dos al Museu Britànic, un donat per A. Wollaston Franks i l'altre adquirit per Burton i més tard pel Victoria and Albert Museum, i avui en dipòsit a llarg termini en aquest museu). Aquests dos braçalets tenen diverses parts realitzades individualment i després unides. Malgrat que, al principi, es creia que el cèrcol de la polsera era massís, s'ha demostrat, per un forat produït en un braçalet, que és un tub buit. La tècnica emprada va ser la fosa a la cera perduda. També van ser modelats en cera els caps dels animals i les parts llises es van polir. Alguns elements, com les ales dels grius, van ser soldades. Els orfebres que van realitzar els braçalets eren professionals de gran nivell en tècnica i en estètica. Aquestes polseres són l'exemple més notable del tresor de l'Oxus junt amb el carro en miniatura.

## Plaques votives
Cinquanta-una plaques rectangulars d'or votives es troben entre les peces que componen el tresor de l'Oxus. Excepte tres que representen animals i una que és llisa, tota la resta mostra figures humanes, la majoria homes amb vestit mede i portant a les mans barsoms, flors o llances. Es creu que totes aquestes plaques pertanyien a un temple.
Els sacerdots o mags estan molt representats en l'art aquemènida, com es pot veure en un relleu del jaciment de Daskylion, a prop del llac Dascylitis (Turquia). En aquest, apareixen dos sacerdots davant d'un sepulcre amb barsoms en una mà i vestits amb turbants que els tapa el nas i la boca. Sembla que es tapaven la boca davant del foc sagrat per no contaminar-lo amb el seu alè. En les plaques votives de l'Oxus, es pot veure la representació d'alguns sacerdots. Quan estan en presència dels reis, porten vestits d'estil persa, però en les escenes en què no apareix el rei, les seves vestidures són d'estil mede.

### Algunes plaques[35]
- La placa amb referència ANE 123949 representa una figura masculina de perfil mirant cap a la dreta i portant un barsom a la mà dreta. La seva vestidura consta d'una túnica fins als genolls lligada amb cinturó i pantalons llargs. Es cobreix el cap amb una lligadura de teixit amb clatellera. La túnica està adornada amb unes franges brodades, duu a la cintura una akinakes.[n. 5] Aquest tipus de vestit es troba també als relleus de la façana occidental del Palau de Darios a Persèpolis.
- La placa amb referència ANE 123993 mostra una figura masculina de perfil amb barba punxeguda mirant cap a l'esquerra i a la mà, també esquerra, porta un objecte que podria ser una flor. El seu vestit de túnica llarga és d'estil persa.
- La placa amb referència ANE 123951, de la qual només es conserva la part superior, mostra una figura masculina de perfil mirant cap a la dreta i amb ambdues mans sosté un barsom. La túnica presenta decoracions a les mànigues. Sobre el cap porta una lligadura flexible amb cobrebarbeta i clatellera.

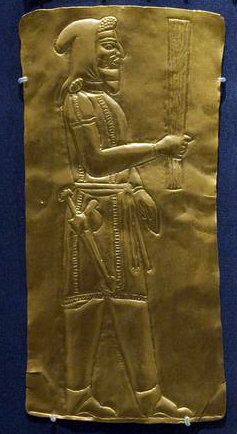
Placa votiva, 15,1 x 7,5 cm. Museu Britànic, ANE 123949
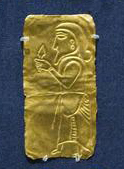
Placa votiva, 5,25 x 2,65 cm, Museu Britànic, ANE 123993
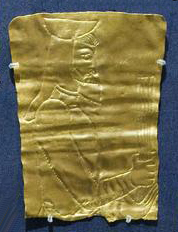
Placa votiva, 7,8 x 5,8 cm, Museu Britànic, ANE 123951

- La placa amb referència ANE 123969 mostra una figura masculina de perfil mirant cap a l'esquerra. Encara que el disseny està només esbossat, es pot copsar com el cap li queda cobert amb una lligadura flexible amb clatellera. El vestit és una túnica llarga a manera d'abric amb adorns a la part davantera que l'envolta el coll. Sosté un barsom amb la mà dreta i no se li aprecia l'esquerra.
- La placa amb referència ANE 123990 mostra una figura femenina de perfil mirant cap a la dreta. Porta un vestit persa llarg amb màniga ampla. Sosté una flor a la mà dreta i un objecte no identificat a la mà esquerra.
- La placa amb referència ANE 123994 mostra una figura femenina de perfil mirant cap a la dreta. Té una gran cabellera que reposa sobre les espatlles, duu arracades i està vestida amb una túnica llarga. A la mà dreta sosté una flor com a ofrena. Tota la placa té una decoració a les vores realitzada amb punts de cisell.
- La placa amb referència ANE 123953, de la qual només es conserva la part superior, mostra una figura masculina de perfil mirant cap a la dreta. Porta un barsom sostingut amb la mà dreta i la vestidura és una túnica cordada amb cinturó. El cap li queda cobert amb una lligadura amb clatellera.

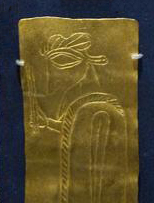
Placa votiva, 11,8 x 4,3 cm, Museu Britànic, ANE 123969
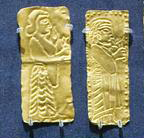
Plaques votives, ANE 123990 (esquerra) i ANE 123994 (dreta)
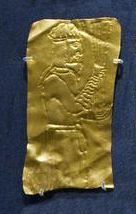
Placa votiva, Museu Britànic, ANE 123953

## Estatuetes votives

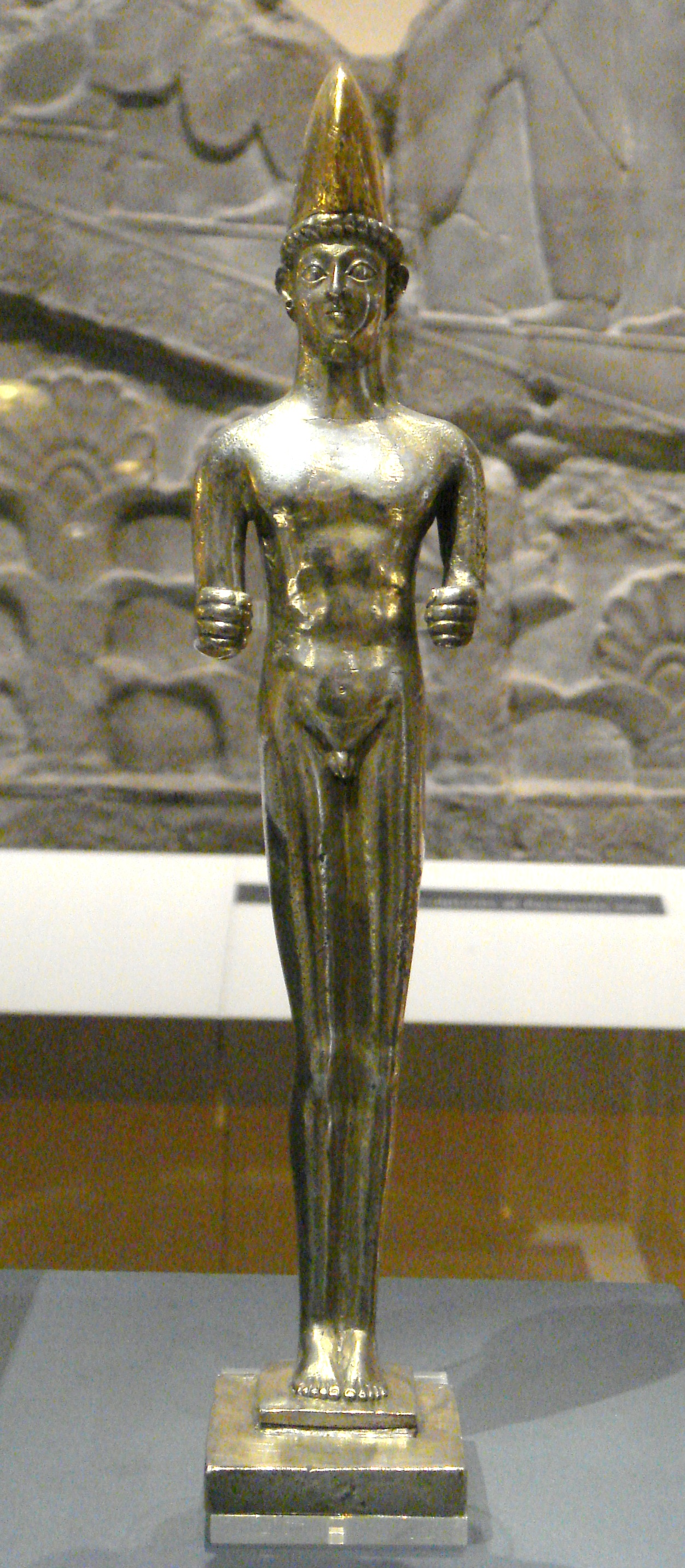
Estatueta votiva, Museu Britànic. ME 123905

En el món antic, era molt comuna la tradició d'ofrenar als déus dels temples la representació pròpia en estatuetes, bé per demanar un favor, per donar les gràcies per algun de rebut (exvot) o, simplement, en senyal de respecte. Aquestes s'acostumaven a fer en diferents materials com terracota, argent i or.
Entre les peces que formen el tresor de l'Oxus es troben diverses d'aquestes figures procedents d'un temple a la vora del riu. Datades dels segles V i IV aC, les estatuetes segueixen un perfil artístic de la dinastia aquemènida, que va intentar de crear un art propi.
En un primer lloc, destaca l'estatueta amb referència ME 123905, que mostra un personatge jove masculí sobre un pedestal de dos esglaons. Es presenta completament nu, només amb un casquet sobre el cap del qual li sobresurt un corró de cabells sobre el front. Té les orelles perforades i, com que no mostra barba, s'ha relacionat amb l'estatuària grega, encara que el casquet bombat és d'un estil persa que també es pot observar als relleus de Persèpolis. La seva actitud és ferma, amb els braços en angle recte cap al front i uns punys closos que tenen forats verticals per a subjectar uns objectes, en l'actualitat desapareguts. Té una altura de 29,2 cm i està realitzada en argent.

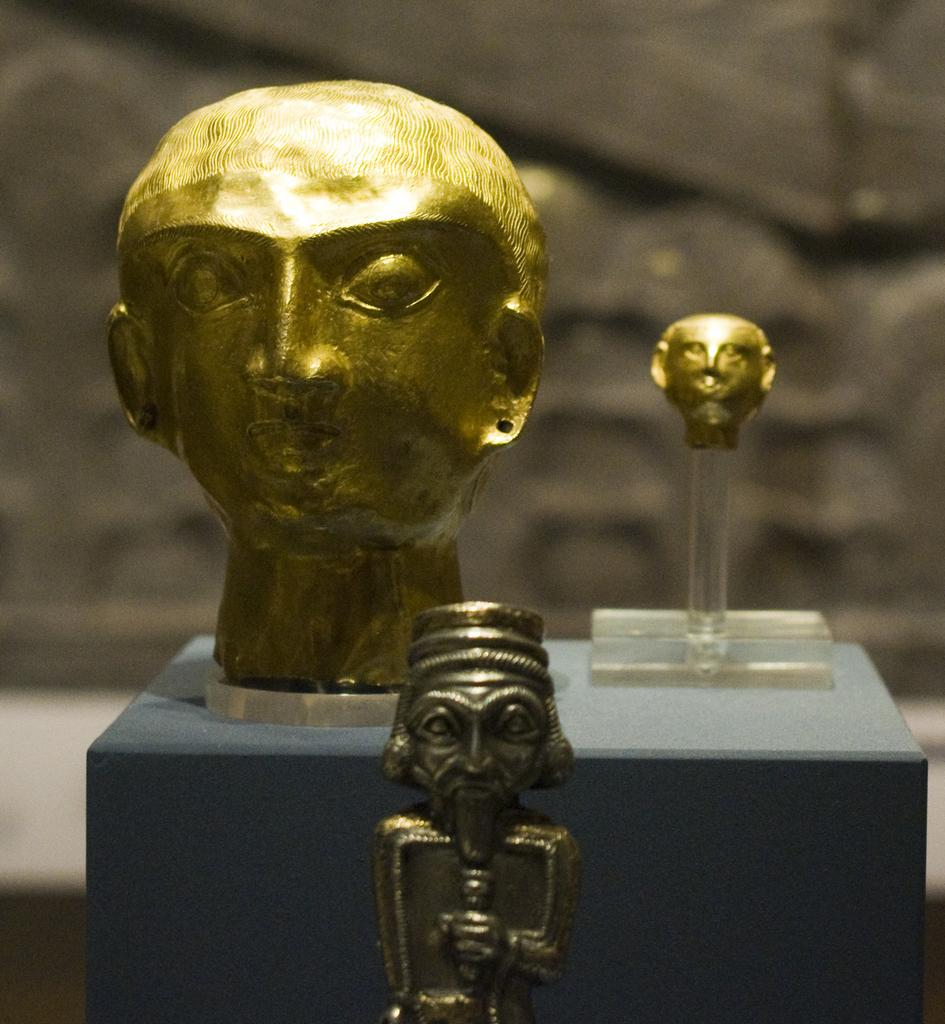
Cap d'or, referència: ME 123906

També cal mencionar l'estatueta votiva amb referència ME 123901, d'argent daurat, que representa un home vestit a l'estil persa. Aquesta figura sosté un manat de vares sagrades (barsom) a la mà esquerra i porta un barret amb una franja a la part superior amb merlets gravats. És possible que volgués representar un rei. Fa 14,8 cm.
Altres estatuetes més petites, d'uns cinc centímetres, estan realitzades en or i vestides amb abrics de mànigues amples que semblen buides i amb adorns que imiten brodats. Porten alts casquets que els cobreixen, a més a més, les orelles i part de la barba. A la mà dreta sostenen uns barsoms.
Per acabar, hi ha un cap d'or pertanyent a una figura d'un jove imberbe. Aquest cap té un estil diferent dels altres. La tècnica és tosca i resulta difícil atribuir-la a una escola concreta, per la qual cosa es creu que va ser de fabricació local.

## Peces de vaixella
L'historiador Heròdot, en la Història sobre les guerres mèdiques, diu que:
| «                                    | ... la cort de Cir viatjava amb aigua ja bullida emmagatzemada en gerres d'argent a punt per fer-se servir, i hi havia molts vasos d'or i argent […] que s'havien rescatat de la flota persa enfonsada a les costes de Magnèsia. | » |
| — Heròdot, Història I, 188;VII, 190. | |   |

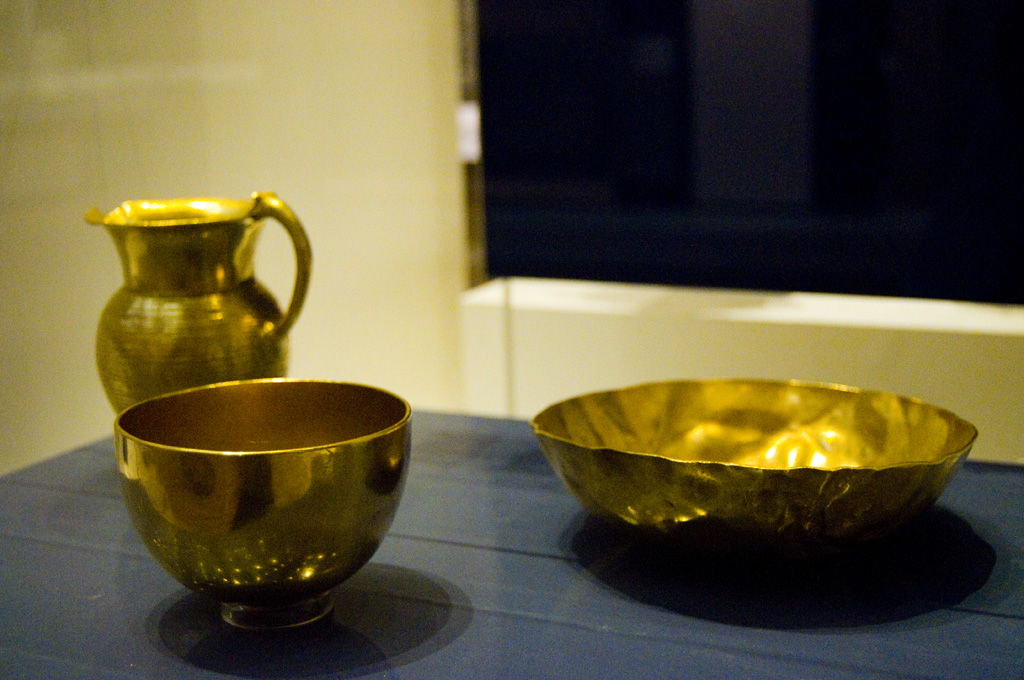
Diferents peces de vaixella del tresor de l'Oxus. Museu Britànic

Així, se sap que, en la cort persa, es feien servir els banquets amb peces d'or i argent. Als relleus de l'Apadana de Persèpolis, es copsen en les representacions de les delegacions medes, armenis i lidis que porten a les mans recipients, entre els quals hi ha àmfores i gerros amb els cossos acanalats o llisos. Les peces de taula del tresor de l'Oxus, també d'or, argent i argent daurat, tenen en alguns exemplars la decoració acanalada, sanefes, flors de lotus i fulles de lotus superposades —que són una invenció aquemènida inspirada en anteriors atuells iranians.
La major part d'aquests objectes de metall aquemènides es van treballar martellejant o corbant làmines del metall emprat. Els detalls es feien amb cisell i s'acabaven les peces amb el polit; alguns vasos i gerres sembla que es van realitzar pel mètode de la cera perduda.
Entre els objectes de taula es troba una gerra d'or, amb el cos acanalat horitzontal i boca ampla. Després de realitzar-la amb la cera perduda, de la qual hi ha mostres al seu interior, se'n va enganxar una nansa amb forma de cap de lleó a l'extrem superior, com si volgués mossegar la vora de la gerra. La decoració se'n va fer amb cisell.

## Altres peces

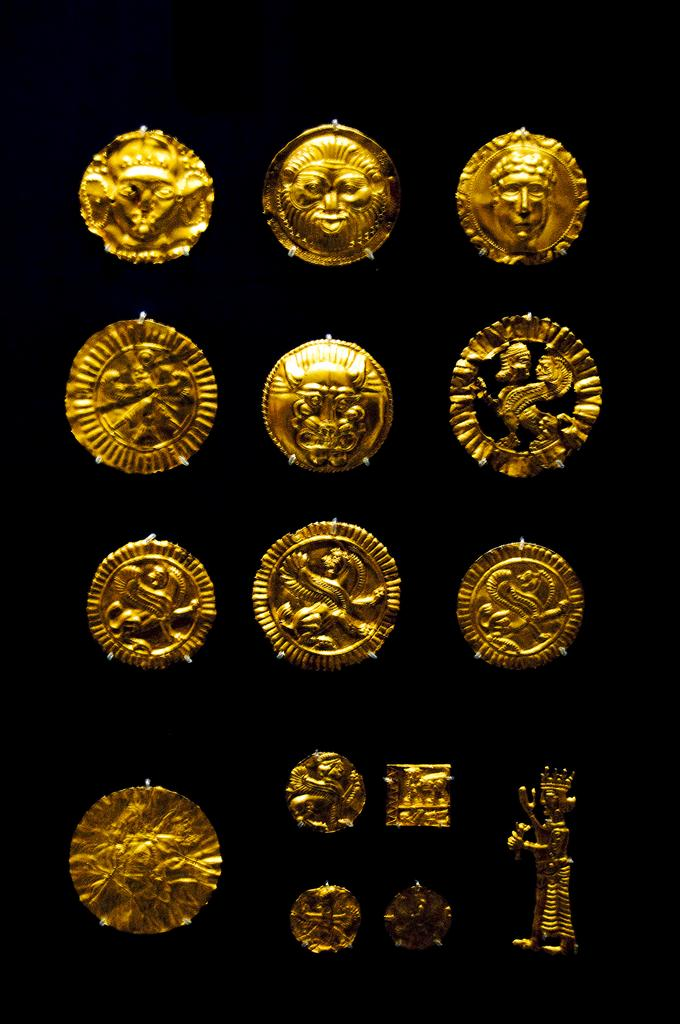
Plaques circulars d'ornament

A més de les peces ja esmentades, el tresor de l'Oxus també està integrat per una gran varietat de peces secundàries. La beina d'or per a akinakes, que representa en relleu escenes de caça, n'és una. Aquesta peça anava col·locada, al mateix temps, damunt d'una beina de fusta o de cuir, avui desapareguda, la part de darrere de la qual era llisa. Les seves escenes de caça estan gravades d'un cap a l'altre de la beina, on es troben cinc parelles de genets i lleons formant una filera. Mentre que, a la part superior més ampla, s'aprecien quatre genets armats amb llances i lluitant contra uns lleons que els ataquen, sobre un dels genets hi ha un disc alat. Els guerrers es troben vestits amb grans guarniments i cinturó; porten casquets alts i sembla que van descalços. Aquesta beina ha estat restaurada a partir de set fragments i ha estat datada possiblement del regnat d'Artaxerxes II (404-359 aC), encara que s'ha relacionat amb l'art assiri del segle vii aC per la temàtica que desenvolupen els relleus. De fet, es pot apreciar com els arreus dels cavalls no són assiris. Fa 27,6 cm de llarg.
També hi ha diferents plaques circulars d'or repussat. Algunes amb representacions de grius, d'altres amb el cap del déu egipci Bes, una amb un disseny calat que mostra un esfinx, una altra amb un bust d'una figura barbada amb corona persa, i una última amb la figura d'un home amb corona i vestit persa portant a la mà esquerra una flor. Finalitza aquesta col·lecció de peces amb una placa en forma de griu amb cos de cabra salvatge i una cua en forma de fulla, que presenta cavitats per a incrustacions.

## Importància
El tresor de l'Oxus no és sols la millor col·lecció coneguda de peces d'or i argent del període aquemènida. La seva importància resideix, bàsicament, en el fet que totes les valoracions sobre l'orfebreria aquemènida (valor dels objectes, estil, iconografia... i, fins i tot, les valoracions sobre la seva autenticitat) s'han basat en les seves peces. Això és així perquè, encara que des que el tresor de l'Oxus va ser adquirit pel Museu Britànic, nombrosos llocs han estat excavats a l'Iraq, Turkmenistan i l'antiga Bactriana, no s'ha trobat cap conjunt de peces comparable al del tresor de l'Oxus que en serveixi millor d'exemple. Així, la ja citada excavació del temple de Takht-i Sangin era composta per peces de bronze i ivori, sobretot del període hel·lenístic.

## Polèmiques
L'autenticitat del tresor de l'Oxus ha estat qüestionada. El crític més contundent n'ha estat Oscar White Muscarella, arqueòleg dels Estats Units, antic conservador del Museu Metropolità d'Art de Nova York i autor de The lie became great: the forgery of ancient Near Eastern cultures. Muscarella ha criticat el que denomina «arqueologia de basar», és a dir, la tendència per part dels museus d'adquirir peces, no mitjançant excavacions, sinó comprant-les a comerciants locals, creient les fantasiadores històries que en conten sobre l'origen i, així, falsificant la comprensió de la història. Muscarella considera que no va existir un tresor, sinó que la història de la seva troballa (que considera increïble) prové de les fantasies dels comerciants dels basars de Rāwalpindi, i que alguns dels objectes són possiblement falsificacions. En concret, pel que fa a les plaques, Muscarella afirma que tenen un acabat tosc i sense cap relació amb troballes aquemènides excavades de manera professional. Aquestes conclusions han estat negades pels especialistes del Museu Britànic, que al·ludeixen a exàmens científics, anàlisis històriques i la descoberta de peces paral·leles a les del tresor de l'Oxus com a proves de l'autenticitat del tresor.

## Segon tresor de l'Oxus

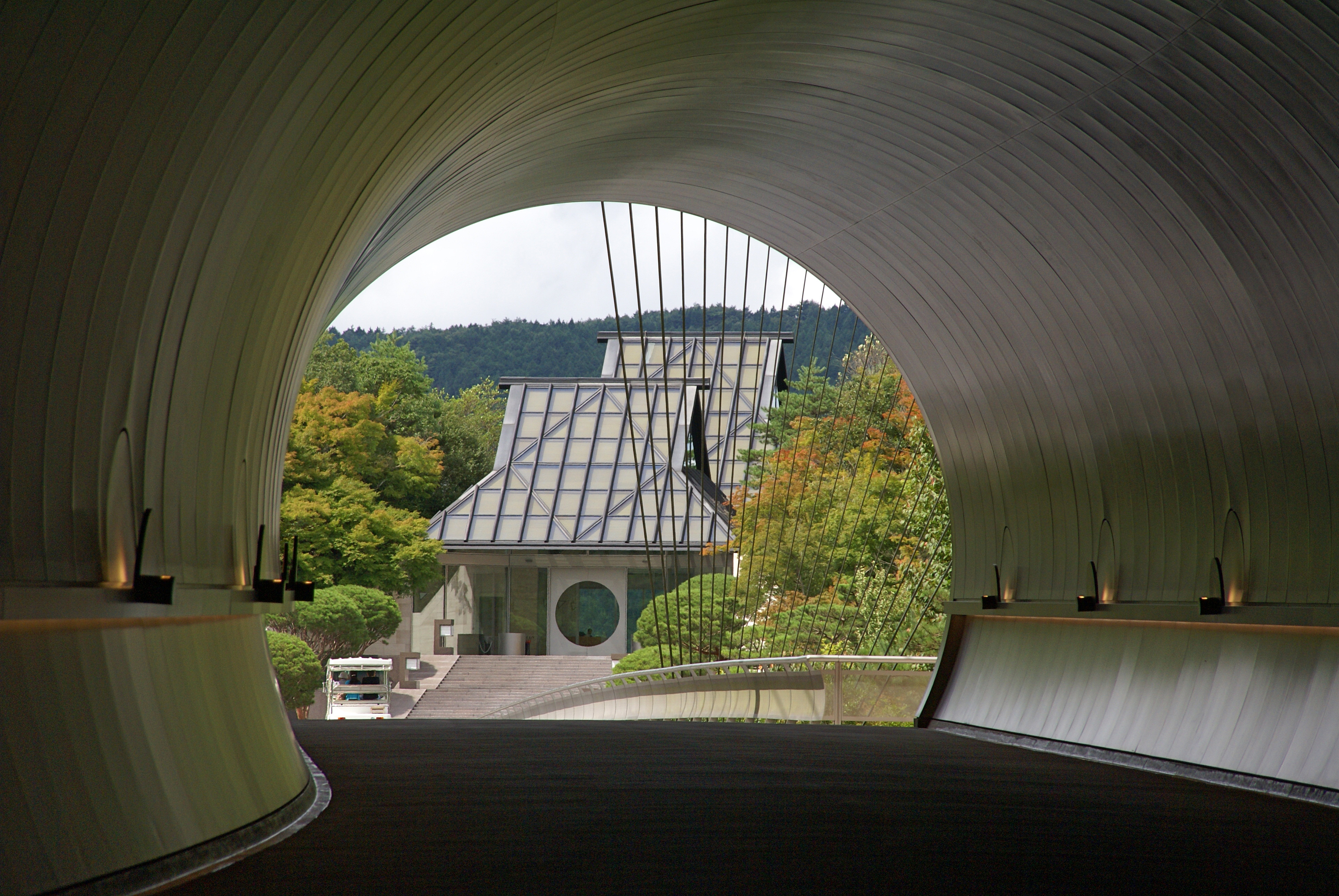
Museu Miho, dissenyat per Ieoh Ming Pei a Koka, Japó

Hi ha un altre grup de peces d'or aquemènides que s'ha relacionat amb el tresor de l'Oxus i que s'ha passat a denominar «segon tresor de l'Oxus». Aquest grup va aparèixer en un mercat d'antiguitats a mitjans de la dècada del 1990 i va ser adquirit pel Museu Miho del Japó, que el va presentar en una exposició realitzada el 2002, titulada «Tresors de Bactriana», amb motiu del cinquè aniversari de l'obertura del museu.
La hipòtesi que aquest conjunt té el mateix origen que el tresor de l'Oxus va ser postulada per Igor Pichikyan, un dels descobridors i excavadors del temple de Takht-i Sangin. En el seu article, Rebirth of the Oxus Treasure: Second Part of the Oxus Treasure from the Miho Museum Collection: Ancient Civilizations (from Scythia to Siberia), Pichikyan va defensar la idea que els ghilzai que van assaltar els tres comerciants de Bukharà havien aconseguit conservar part del tresor quan van fugir a les seves bases a Nuristan. El cap local de la tribu s'hauria quedat amb les peces i les hauria amagades, sense deixar detalls de la seva localització. Durant més d'un segle, els membres de la seva família haurien cercat debades el tresor, sense trobar-lo fins al 1993, quan haurien descobert un conjunt de 2.500 peces i monedes d'or i argent, i l'haurien passat de contraban al Pakistan, on hauria estat adquirit per intermediaris del Museu Miho, que estava constituint la seva col·lecció. Aquestes conclusions són rebatudes per Muscarella, que afirma que aquesta història és una mera invenció, propagada pels venedors del conjunt. Encara més, que malgrat les afirmacions del Museu Miho, encara que les seves peces formen part de la troballa original, provenen d'un taller diferent, són una mera invenció destinada a promocionar la seva col·lecció.
En qualsevol cas, sembla que aquest segon «tresor» prové d'una excavació il·legal a Mir Zakah, una petita població situada a l'est de Ghazni, a la província de Paktia, a pocs quilòmetres de la frontera pakistanesa.

## Exposicions

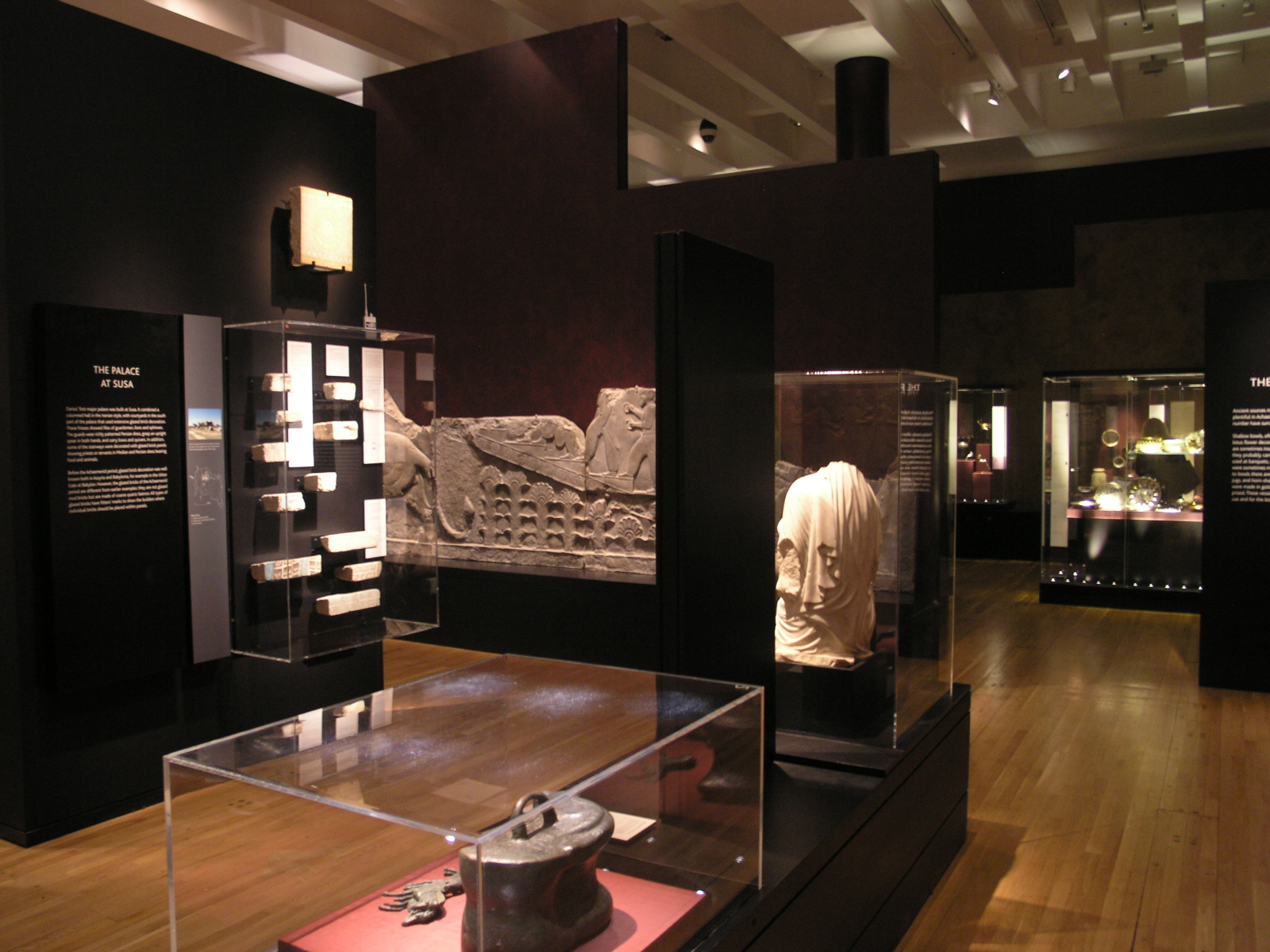
Sala 5 de l'exposició Forgotten Empire-The World of Ancient Persia, realitzada al Museu Britànic (2005-2006)

La major part de les peces que formen la col·lecció del tresor de l'Oxus van ser acollides a Londres el 2005. Juntament amb altres obres i objectes d'art sobre el món persa, van ser reunides en l'exposició Forgotten Empire-The World of Ancient Persia: The British Museum, organitzada pel Museu Britànic i el Museu Nacional de Teheran amb la col·laboració del Museu del Louvre.
John Curtis, conservador del Departament del Pròxim Orient antic al Museu Britànic, i Neil MacGregor, director del Museu Britànic, van ser les dues persones que van encapçalar aquesta cooperació, que va començar el 2003. El mes d'abril d'aquest any, MacGregor va viatjar a l'Iran per discutir-ho amb Mohammad-Reza Kargar, director del Museu Nacional de Teheran. Aquest, després d'haver rebut el beneplàcit de les autoritats iranianes, va acceptar de bon grat la idea de l'exposició sobre la Pèrsia aquemènida i va cedir algunes de les peces del seu museu, a més de les aportades pel museu de Persèpolis.
La col·lecció també es va presentar a la Caixa Forum de Barcelona el 2006, gràcies a la col·laboració de la Fundació "la Caixa", amb el nom: L'imperi oblidat. El món de l'antiga Pèrsia.